# Clinton (condado de Kennebec)
Clinton es un lugar designado por el censo ubicado en el condado de Kennebec en el estado estadounidense de Maine. En el Censo de 2010 tenía una población de 1.419 habitantes y una densidad poblacional de 59,79 personas por km².

## Geografía
Clinton se encuentra ubicado en las coordenadas 44°38′41″N 69°29′19″O / 44.64472, -69.48861. Según la Oficina del Censo de los Estados Unidos, Clinton tiene una superficie total de 23.73 km², de la cual 22.93 km² corresponden a tierra firme y (3.38%) 0.8 km² es agua.

## Demografía
Según el censo de 2010, había 1.419 personas residiendo en Clinton. La densidad de población era de 59,79 hab./km². De los 1.419 habitantes, Clinton estaba compuesto por el 96.83% blancos, el 0.92% eran afroamericanos, el 0.78% eran amerindios, el 0.14% eran asiáticos, el 0% eran isleños del Pacífico, el 0.07% eran de otras razas y el 1.27% pertenecían a dos o más razas. Del total de la población el 1.27% eran hispanos o latinos de cualquier raza.